# Wii Sports Resort
Wii Sports Resort (Wii スポーツ リゾート, Wii Supōtsu Rizōto) est un jeu vidéo de sport, édité et développé par Nintendo, sorti sur Wii le 25 juin 2009 au Japon, le 23 juillet 2009 en Australie, le 24 juillet 2009 en Europe et le 26 juillet 2009 aux États-Unis.
C'est la suite du jeu vidéo Wii Sports sur Wii. Annoncé à l'E3 2008, il utilise le nouvel accessoire de Nintendo : le Wii MotionPlus. Comme son prédécesseur, il propose au joueur de pratiquer plusieurs sports en effectuant des mouvements simples à la Wiimote. Cet épisode est axé sur les sports de plage. Cet environnement aussi appelé "Wii Sports Resort : Edition Universe" permet d'avoir des sports limités dont  la motomarine, le frisbee, tir a l'arc et autre.

## Système de jeu
L'action de Wii Sports Resort se déroule sur un archipel tropical, contenant l'île Wuhu, déjà présente, mais sous une autre forme, dans Wii Fit, un épisode précédent de la série de jeux « Wii ». Tout comme dans Wii Sports, les sports sont praticables en tenant la Wiimote (et parfois le Nunchuk également) d'une manière à reproduire les mouvements qui seraient demandés réellement dans le sport en question. Par exemple, pour le jet ski, le joueur doit tenir la Wiimote et le Nunchuk horizontalement et l'un pointant l'autre. Pour tourner le guidon, il faudra qu'il incline les manettes.
Wii Sports Resort a souvent été désigné comme l'« ambassadeur » du Wii MotionPlus, l'accessoire étant livré avec le jeu. Le Wii MotionPlus sert à accroître la précision du rendu des mouvements à l'intérieur du jeu.

## Sports
Le jeu contient douze sports :
- Le sabre : jeu en duel, au iaido (le but est de couper des objets avant l'autre avec une arme différente) ou seul contre tous ;
- Le wakeboard ;
- Le frisbee : frisbee canin (dont le but est de lancer un frisbee à un chien) et frisbee golf ;
- Le tir à l'arc ;
- Le basket-ball : tirs à 3 points et match de 3 minutes en 3x3 ;
- Le tennis de table : on peut jouer aux retours gagnants et à un match de tennis de table ;
- Le golf (déjà présent dans Wii Sports) ;
- Le bowling (déjà présent dans Wii Sports) : on peut jouer au bowling 10 ou 100 quilles ou au bowling avec obstacles ;
- La motomarine (scooter des mers) : slalom ou course entre amis ;
- Le canoë-kayak : on peut jouer au jeu « toujours plus loin » ou faire une course entre amis ;
- Le cyclisme : jeu en 1, 3 ou 6 étapes ;
- Les jeux aériens : face à face, survol de l'île ou parachute.

### Objectifs
Chaque mini-jeu de chaque sport contient des objectifs (représentés et groupés dans un bouton qui apparaît à l'écran et qui est une fleur rouge du style hawaïen). Vous devrez donc essayer de réussir ces 5 objectifs (puisqu'ils sont 5) et sont accomplis si vous faites les exceptions exigées.

## Personnages
Les personnages de Wii Sports reviennent en ajoutant 40 nouveau Miis (20 Garçons 20 Filles)
| Garçons - Shohei - Sota - Takashi - Shinta - Hiromasa - Miguel - Abe - Cole - Greg - George - Tommy - Ian - Fritz - Rainer - Eddy - Patrick - Vincenzo - Gabriele - Eduardo - Pablo | Filles - Chika - Tomoko - Hiromi - Midori - Asami - Mia - Megan - Holly - Sandra - Alisha - Gwen - Barbara - Ursula - Gabi - Stéphanie - Nelly - Siobhán - Giovanna - Susana - Marisa |  |

## L'archipel Wuhu

### L'île Wuhu
L'île sur laquelle se déroule les activités sportives de Wii Sports Resort, possède une histoire, que l'on peut retrouver à travers les différents monuments visibles durant l'activité d'aviation, présents aussi sur Pilotwings Resort sur Nintendo 3DS.
L’histoire de l’île Wuhu, en 2001, avant l'arrivée des Mii est bien mystérieuse. En se fondant sur le contraste entre les ruines du nord de l’île, apparemment construites par une civilisation très avancée, et les énormes et massifs menhirs du sud de l’île, on suppose que l’ile a été le théâtre de batailles entre tribus.
La moins avancée de ces deux civilisations était sans doute encore à l’époque préhistorique. Leurs monuments monolithiques ont dû être rasés et détruits par l’autre civilisation, celle du nord de l’île. Cette civilisation, plus avancée, qui a construit les « Ruines Mystérieuses », possédait vraisemblablement d’incroyables tailleurs de pierres. La cité que cette civilisation a construite sur le nord de l’ile a été bâtie sans mortier, mais l’excellente taille des pierres a fait que les constructions n’en avaient pas besoin, et les édifices sont encore solides et en très bon état depuis leur construction, remontant sans doute à plusieurs siècles, voire millénaires. Des tunnels à l’intérieur du volcan mais aussi sous l’ile ont l’air d’avoir été creusés par cette même civilisation.
Il y a environ un siècle, en 2004, les Mii ont découvert l'île Wuhu et l'ont colonisée pour une vie entière riche en décennies. Ils ont ensuite développé la ville et en ont fait un haut lieu du tourisme, attirant les Mii de toute la planète. La ville possède un important réseau de transport maritime, particulièrement avec l'île Delfino. Mais ces deux îles sont aussi en rivalité, étant toutes deux dépendantes du tourisme.
En suite, en continuant la colonie de 2006, Deux autres villes ont été fondées sur l'île : les Cabanes du Lagon (le Lagon Secret), un petit groupe de huttes construites sur l'eau dans une cavité creusée dans la roche par les vagues, au nord de l'île, dont la population de cette petite bourgade sur pilotis serait entre 10 et 20 Mii ; ainsi que la Nouvelle Ville, située à 5 minutes de la ville. L'île entière est alimentée par des éoliennes. Chaque jour, la ville est populaire de 50 et 90 Mii. En 2012-2013, la ville s'agrandit : les nombres croissants des Mii a atteint la population de 200.
L'ile Wuhu apparaît aussi dans deux circuits de Mario Kart 7,dans une arène-bataille de Mario Kart 8 Deluxe,  dans Wii Fit, Wii Fit Plus, Wii Fit U, Pilotwings Resort, Super Smash Bros. for Nintendo 3DS / for Wii U (Wii U seulement) et sur Super Smash Bros. Ultimate.

### L'île Wedge
Il s'agit de l'île où se déroule le golf et le frisbee golf. Outre les terrains de golf, il y a l'Hôtel du 19e trou et le rocher du crabe, ainsi qu'une marina. Un bateau (l'Albatros Express) relie cette île à l'île principale. L'île est également accessible dans le mode "Survol de l'île" des jeux aériens.

### Autres îles
Il existe d'autres petites îles, comme la grande île déserte, la petite île déserte, la bague de Triton, la bague de Neptune, l'ile Wedge (paragraphe précédent)…

## Marketing
Fin juillet 2009, Nintendo a lancé une opération de publicité dans le quartier de Times Square, à New York, permettant aux visiteurs de tester le jeu. Denise Kaigler, responsable du marketing et des affaires sociales de Nintendo of America, était notamment sur place pour affronter les passants.

## Réception critique
Wii Sports Resort a reçu globalement des critiques positives, avec une moyenne de 83,52 % sur GameRankings, basée sur 42 critiques et de 80/100 sur Metacritic, fondée sur 56 critiques.
Jeuxvideo.com lui a accordé un 15/20, qualifiant le jeu de « nouvelle référence pour les amateurs de multijoueur », tandis que Gamekult lui donne un 7/10, faisant l'éloge du mode multijoueur « qui reste plus que jamais son plus gros atout ».

## Ventes
D'après VG Chartz, Wii Sports Resort s'est vendu à 349 411 exemplaires lors de sa première semaine de commercialisation au Japon et à 518 506 en Amérique. À titre de comparaison, Wii Fit s'était vendu à 252 510 unités lors de sa première semaine au Japon mais à 729 598 en Amérique.
Seulement deux semaines après sa sortie au Japon, Wii Sports Resort s'y était déjà écoulé à un demi-million d'exemplaires. Sur les autres territoires, ce qui comprend l'Europe, le jeu s'est vendu à 329 619 exemplaires la première semaine et à 335 837 la seconde, signe d'une relative stabilité.
Le jeu s'est déjà vendu à plus 11 millions d'exemplaires à travers le monde fin 2009. Au 31 mars 2020, c'est le troisième jeu le plus vendu sur Wii avec 33,14 millions d'unités écoulées.